# Modinahe

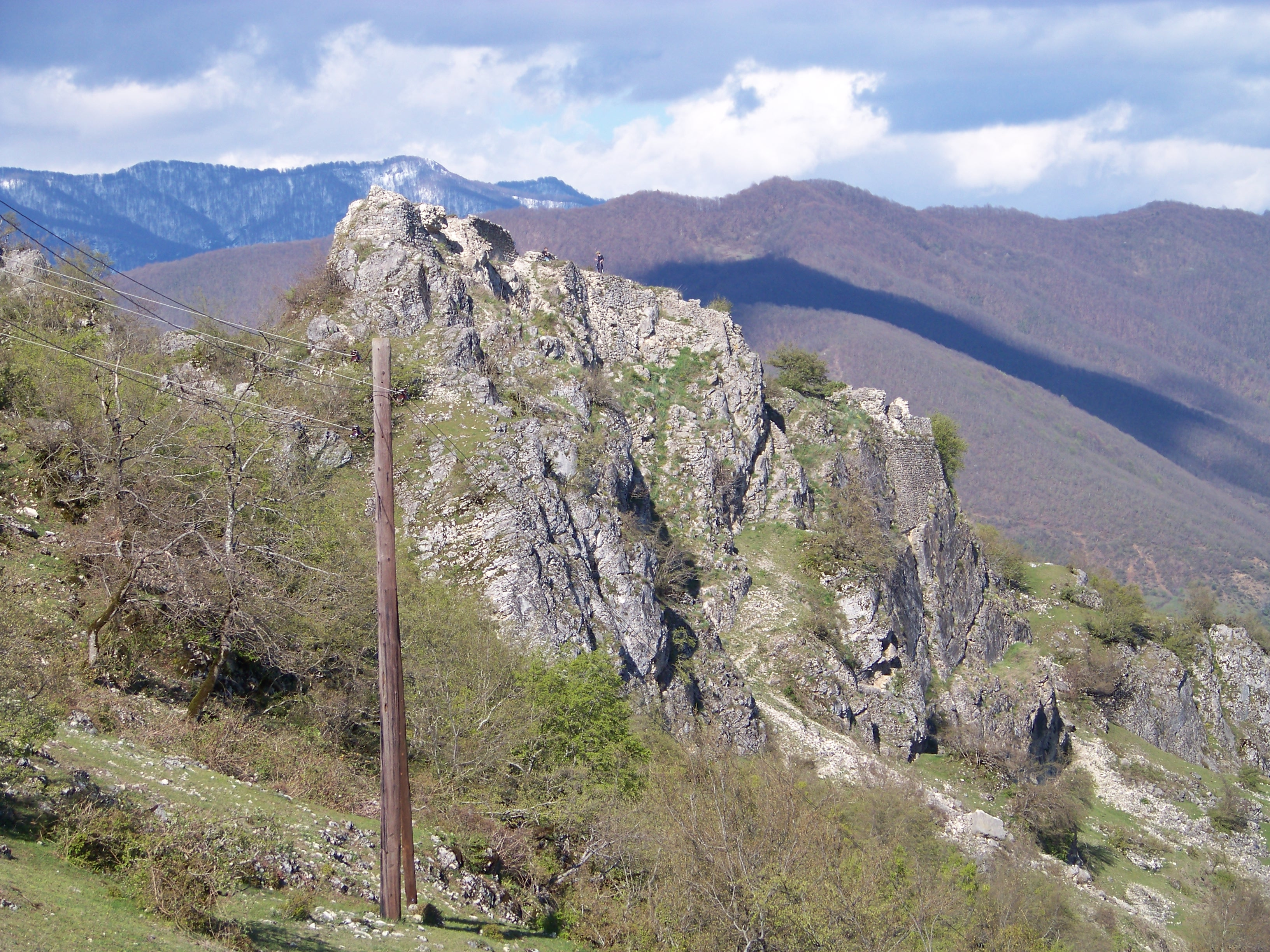
Fortaleza do Modinahe

Modinahe (em georgiano:  მოდინახე) é uma fortaleza fortemente arruinada na montanha acima da cidade de Sachkhere em Imerícia, na Geórgia.  

## História
A data exata de sua construção é desconhecida. Durante muito tempo, a fortaleza de Modinahe serviu de residência para os príncipes de Tsereteli até ser capturada pelo exército russo em 1810. Depois disso, foi abandonada e, em 1991, foi seriamente danificada por um terremoto.
Atualmente existem restos das paredes na parte inferior da montanha. A fortaleza é interessante como plataforma de observação e como local histórico.
Seu nome "Modi-nakhe", que literalmente significa "ir e ver", corresponde totalmente à posição inexpugnável do castelo, permitindo que o inimigo realmente se posicione e aponte para ele (Ibn Arabshah mencionou uma certa fortaleza na Geórgia, que é chamada "Vêem, olha, volta").